# 孟菲斯光斑

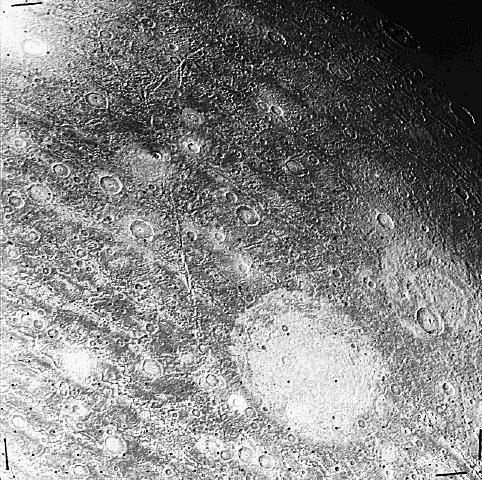
航海家2號拍攝的木衛三上的孟菲斯光斑（右下角白色區域）。

孟菲斯光斑（Memphis Facula）是一個位於木星最大衛星木衛三上的變餘結構。變餘結構又常被稱為 "Ghost crater"。

## 概要
孟菲斯光斑的寬度約340公里，位於木衛三東北側一個巨大圓形暗區伽利略區的西南部分。該區域雖然現在是平坦的，但它是一個曾經相當深的巨大撞擊坑遺跡，它的撞擊坑壁已經崩潰，且坑底已經是等高上升，並且其他部分也因為泥漿等物質填充而變成今日的平坦區域。
像是孟菲斯光斑這樣的大型變餘結構地貌代表木衛三的冰外殼在受到形成變餘結構的撞擊時被擊穿，且撞擊深度約10公里，造成泥漿等表面下的流體填滿坑底並且使高度上升。